# Selzthal
Selzthal è un comune austriaco di 1 602 abitanti nel distretto di Liezen, in Stiria.